# Stanislav Anastassov
Stanislav Anastassov (Станислав Анастасов, en bulgare), né le 5 juin 1983 à Haskovo, est un homme politique bulgare membre du Mouvement des droits et des libertés (DPS). 

## Formation et vie professionnelle
Polyglotte et parlant outre le bulgare, l'anglais, l'allemand, le serbe et le russe, il étudie notamment à l'Université technique de Munich ainsi qu'à l'Université Saint-Clément-d'Ohrid de Sofia. 
Stanislav Anastassov est économiste de profession.

## Activités politiques
Politisé au sein du Mouvement des droits et des libertés (DPS), il est membre du bureau de la Fédération internationale de la jeunesse libérale (IFLRY) entre 2011 et 2014.
Conseiller ministériel de septembre 2013 à juin 2014 auprès du Ministère de l'Économie et de l'Énergie, il est nommé ministre de l'Environnement en juin 2014 en remplacement d'Iskra Mihaïlova, alors élue au Parlement européen lors des élections de 2014. Il occupe ce poste deux mois avant le remplacement du gouvernement de centre-gauche de Plamen Orecharski par le gouvernement de transition de l'indépendant Gueorgui Bliznachki.
Il est ensuite élu député bulgare à l'Assemblée nationale du 27 octobre 2014 au 26 janvier 2017 pour la circonscription de Vidin lors des élections législatives d'octobre 2014. Pendant la durée de son mandat, il exerce également la vice-présidence du Groupe parlementaire du Mouvement des droits et des libertés (DPS). Il assume également la vice-présidence de la Commission des Affaires étrangères du parlement et dirige la Délégation parlementaire bulgare à l'Assemblée parlementaire euro-méditerranéenne.